# Кведа-Веди
Кведа-Веди (груз. ქვედა ვედი) — село в Грузии, на территории Местийского муниципалитета края (мхаре) Самегрело-Верхняя Сванетия.

## География
Село находится в северо-западной части Грузии, к югу от реки Ингури, на расстоянии приблизительно 44 километров (по прямой) к западо-юго-западу от посёлка городского типа Местиа, административного центра муниципалитета. Абсолютная высота — 823 метра над уровнем моря.

## Население
По результатам официальной переписи населения 2014 года в Кведа-Веди проживал 81 человек (46 мужчин и 35 женщин). В национальной структуре населения грузины составляли 100 %.
| Год  | Население, человек |
| ---- | ------------------ |
| 2002 | 82                 |
| 2014 | ↘ 81               |